# Новицький Микола Володимирович
Новицький Микола Володимирович (16 липня 1935, с. Баговиця — 7 червня 2008) — український композитор, диригент, педагог.

## Біографія
Народився 16 липня 1935 року в селі Баговиця Кам'янець-Подільського району Хмельницької області. Закінчив Чернівецьке музичне училище та Харківський інститут культури. З 1958 року проживав і працював у м. Кіцмань Чернівецької області. Працював директором районного Будинку культури і викладачем дитячої музичної школи, а з 1963 року — директором музичної школи. Помер 7 червня 2008 року.

## Творчі набутки
Микола Новицький — автор понад 200 музичних творів: пісень для хору, п'єс для духового оркестру, інструментальної музики, творів для дітей, обробки народних пісень. Серед них найбільш відомі: пісні «Квіти вчителеві», «Маки» і «Червоні галстуки» (сл. І. Смирнової), «Спогад» (сл. М. Куєка), «Кубанночка» (сл. В. Місевича), «Пісня про Кіцмань» (сл. І. Семенюка) та інші. Написав кілька популярних пісень на слова П. Воронька, М. Івасюка, М. Матіос, П. Палія, М. Ткача. Автор збірок «Забрость» (1994) та «Марші для духового оркестру» (1998).

## Відзнаки, нагороди
- Член Всеукраїнської музичної спілки.
- Заслужений працівник культури України (2004).
- Грамота Президії Верховної Ради УРСР.
- Лауреат Літературно-мистецької премії імені Сидора Воробкевича.